# Boechera atrorubens
Boechera atrorubens är en korsblommig växtart som först beskrevs av Wilhelm Nikolaus Suksdorf och Edward Lee Greene, och fick sitt nu gällande namn av Windham och Al-shehbaz. Boechera atrorubens ingår i släktet indiantravar, och familjen korsblommiga växter. Inga underarter finns listade i Catalogue of Life.